# Geckolepis polylepis
Geckolepis polylepis är en ödleart som beskrevs av  Oskar Boettger 1893. Geckolepis polylepis ingår i släktet Geckolepis och familjen geckoödlor. IUCN kategoriserar arten globalt som otillräckligt studerad. Inga underarter finns listade i Catalogue of Life.
Arten har flera från varandra skilda populationer på Madagaskar och på tillhörande mindre öar. Den lever antagligen i torra skogar liksom andra släktmedlemmar.